# 変装捜査官・麻生ゆき
『変装捜査官・麻生ゆき』（へんそうそうさかん あそうゆき）は、2004年から2007年までテレビ朝日系「土曜ワイド劇場」で放送された刑事ドラマシリーズ。全3回。主演は片平なぎさ。
第2作までは『女変装捜査官』として放送。
変装の得意な潜入捜査官・麻生ゆきが事件の謎を解明していく。

## キャスト

### 警視庁捜査一課特別捜査班
麻生ゆき
演 - 片平なぎさ
階級は警部補。変装しての潜入捜査が得意。看護師資格を持っている（第1作）。夫とは死別し、娘の理沙と2人暮らし。
真田洋平
演 - 菊池均也
階級は巡査部長。
望月修治
演 - 田山涼成
班長。ゆきの上司。
新川豪太
演 - 西岡徳馬
階級は警部補。ゆきの同僚。妻とは離婚し、ゆきと同じマンションに息子と2人で暮らしている。

### その他
麻生理沙
演 - 木南晴夏
ゆきの一人娘。
新川良太
演 - 石井智也
豪太の息子。理沙とは幼馴染。

### ゲスト
第1作「芸者、ナース、仮面舞踏会の貴婦人、保険調査員…決死の七変化潜入捜査 白い巨大病院に渦巻く黒い殺意!」（2004年）
- 倉沢みどり（ヘルパー） - 奥貫薫
- 羽柴耕造（聖亜病院 院長） - 中丸新将
- 河合頼子（聖亜病院 師長） - 木野花
- 比留間隆一（聖亜病院 副理事長・前理事長の長男） - 升毅
- 比留間裕二（聖亜病院 理事長・前理事長の次男） - 小木茂光
- 吉見武彦（吉見葬儀社 社長） - 徳井優
- 杉田哲夫（医師） - 山中聡
- 宮部広美 - 浅野麻衣子
- 栗田千鶴（稲取診療所） - 篠永あや
- 加山力（暴走族） - 眞島秀和
- 岩瀬泰平（聖亜病院 末期ガン患者） - 谷津勲
- 意地悪な患者 - 山梨ハナ
- 患者の妻 - 高崎佳代
- 犯人 - 山﨑崇史
- 倉木（看護師） - 菊地裕子
- 竹山メリー

第2作「花嫁、エステ店員、女弁護士、温泉おかみ、特急車掌…決死の七変化潜入捜査ウエディングドレスの新婦が宙を舞う!」（2005年）
- 宇佐美仁（鷲尾の私設秘書） - 勝村政信
- 早乙女リカ（エステティシャン） - 東てる美
- 木村芳美（貴子の母） - 朝加真由美
- 鷲尾久人（民生党 代議士） - 矢島健一
- 樋口功（ひとみの婚約者） - 山崎樹範
- 若村志津子（ひとみの母） - 大塚良重
- 佐々木文江（ファッションモデル） - 宮崎彩子
- 木村貴子（フライトアテンダント・覚醒剤の常習者・3か月前 電車に飛び込み自殺） - 須之内美帆子
- 若村ひとみ（フライトアテンダント・覚醒剤の常習者） - 竹山メリー
- 梅島（管理人） - 関時男
- 吉永すみれ（社員） - せきぐちきみこ
- 杉山比奈子（ファッションモデル） - 桐田さゆり
- 船田（弁護士） - 鶴田忍
- 坂上（刑事） - 和知大祐
- 川瀬泰三（民生党 元幹事長） - 本田清澄
- 氷川マリア（ホステス） - 江咲亜希子
- スチュワーデス - 赤坂美穂
- ウェイター - 野村啓介
- 看護師 - 石川美佳

第3作「湯布院温泉、華やかな連続殺人!華道家元、大富豪夫人、家政婦…変身潜入の女刑事が暴く3つの死体に4つのトリック!」（2007年）
- 雨ノ宮萌子（雨ノ宮フラワーデザインアカデミー 主宰） - 有森也実（7歳：中津川南美）
- 直江数江（邦春の妻） - 赤座美代子
- 直江正行（邦春と数江の長男） - 湯江健幸
- 池内真也（警視庁捜査一課強行犯三係 警部） - 内田朝陽
- 山村祐一（ホストクラブオーナー・萌子の幼馴染） - デビット伊東
- 直江英彦（邦春の弟） - 並樹史朗
- 直江静（英彦の妻） - 吉野公佳
- 梶宗太郎（華道「直江流」筆頭弟子） - 山田明郷
- 小松孝（雨ノ宮フラワーデザインアカデミー 事務員） - 伊藤正之
- 初子（直江家の家政婦） - 和泉ちぬ
- 伊藤エリ（萌子のマネージャー） - 津乃村真子
- 華道「直江流」幹部 - 森富士夫、赤星昇一郎、小熊恭子、桜井聖
- 直江家の家政婦 - 真下有紀
- 直江邦春（華道「直江流」36代家元） - 清水綋治
- 冒頭の誘拐犯 - 佐伯新、後藤健
- ホスト - 大橋てつじ
- 山野秀則（警視庁捜査一課強行犯三係） - 平沼紀久
- 喜多亮介（警視庁捜査一課強行犯三係） - 坂本三成
- ゆきと踊った男 - 進藤学
- 弁護士 - 天田暦
- あゆみ（冒頭の誘拐された少女） - 関根由佳梨
- 坪井真理子（華道「直江流」弟子・萌子の姉代わり・10年前行方不明） - 関本なこ（15歳：藤原希）
- 大須賀王子、彩田真鈴

## スタッフ
- 脚本 - 田子明弘、古沢良太、奥村俊雄（第3作脚本協力）
- 監督 - 松田秀知
- スタント&アクション - ケン・スタントクリエーション
- カースタント - カースタントTAKA
- プロダクション協力 - フジアール、バスク、ベイシス
- プロデューサー - 今木清志（テレビ朝日） 、船津浩一（共同テレビ） 、江森浩子（共同テレビ）
- 制作 - テレビ朝日、共同テレビ

## 放送日程
| 話数 | 放送日        | サブタイトル                                                                                               | 脚本     | 監督     | 視聴率 |
| ---- | ------------- | --- | -------- | -------- | ------ |
| 1    | 2004年7月31日 | 芸者、ナース、仮面舞踏会の貴婦人、保険調査員… 決死の七変化潜入捜査 白い巨大病院に渦巻く黒い殺意!           | 田子明弘 | 松田秀知 | 13.6%  |
| 2    | 2005年5月14日 | 花嫁、エステ店員、女弁護士、温泉おかみ、特急車掌… 決死の七変化潜入捜査ウエディングドレスの新婦が宙を舞う!  | 田子明弘 | 松田秀知 | 14.2%  |
| 3    | 2007年8月25日 | 湯布院温泉、華やかな連続殺人!華道家元、大富豪夫人、家政婦… 変身潜入の女刑事が暴く3つの死体に4つのトリック! | 古沢良太 | 松田秀知 |        |

- 視聴率はビデオリサーチ調べ、関東地区・世帯